# Чемпионат Кабо-Верде по футболу
Чемпионат Кабо-Верде по футболу (порт. Campeonato Caboverdiano de Futebol) — высший дивизион национального футбольного чемпионата Кабо-Верде, основанный в 1953 году.

## История

### До независимости государства
Первый футбольный чемпионат, который не был официальным, состоялся в 1938 году и был колониальным, а затем провинциальным, участвовали только клубы с острова Сан-Висенти. Первый официальный чемпионат прошёл в 1953 году, и в нём приняли участие клубы только с островов Сан-Висенти (вместе с его окрестностями) и Сантьягу. С 1953 по 1974 год, до независимости Кабо-Верде, «Минделенси» выиграл 6 чемпионатов, «Академика» (Минделу) - 3, «Спортинг» (Прая) и «Травадорис» - 2, «Кастилью», «Академика» (Прая) и «Боависта» - по одному титулу. С 1955 по 1959 и в 1970 году чемпионат не проводился.

### После независимости государства
После независимости клубы с разных островов страны стали выявлять чемпиона в финале. «Минделенси» выиграл первый чемпионат независимого Кабо-Верде. «Ботафогу», выигравший турнир в 1980 году, стал первым чемпионом страны не с островов Сан-Висенти или Сантьягу. В 1984 году «Дерби» обыграл «Академика» (Испаргус) в первом финале клубов с одного острова. Групповая система была введена в 1990-х годах. В  1997, 1999 и 2000 годах чемпион выявлялся в финале. В 1995, 1996, 1998, 2001 и 2002 годах победителем турнира становилась команда с наибольшим количеством очков. С 2003 года чемпион выявляется в плей-офф. В 2015 году на заседании FCF было решено сохранить групповую систему турнира. В сезоне 2017 года к двум группам команд регулярного сезона была добавлена третья, в полуфинал выходят три победителя групп и вторая команда с наибольшим количеством очков. Чемпион турнира получает право участвовать в Лиге чемпионов КАФ в следующем сезоне.
В сезоне 2005 года «Спортинг» (Прая) победил «Деспортиву» (Истенсия-Байшу) 13:0, что стало самым результативным матчем турнира, также «Спортинг» забил наибольшее количество голов в чемпионате (35). «Спортинг» и «Батуки» являются рекордсменами по набранным в чемпионате очкам - 19. В 2008 года «Дерби» стал первым клубом, который одержал победы во всех матчах регулярного сезона (в 2015 он повторил этот результат), вторым стал «Атлетику» в 2012, а третьим - «Минделенси» в 2015, который также пропустил только один гол.

## Формат лиги
Турнир разыгрывается между чемпионами девяти островов (10-й остров, Санта-Лузия, не заселён. Санта-Лузия и её островки входят в состав Премьер-дивизиона Сан-Висенти).

### Сезон 2019

#### Группа A
- «Академика» (Порту-Нову, о. Санту-Антан)
- «Академика» (Прая, о. Сантьягу)
- «Академика» (Сан-Филипе, о. Фогу)
- «Минделенси» (Минделу, о. Сан-Висенти)

#### Группа B
- «Академику 83» (Порту-Инглес, о. Маю)
- «Санту-Крусифишу» (Кокули, о. Санту-Антан)
- «Спортинг» (Лем, о. Брава)
- «Ультрамарина» (Таррафал, о. Сан-Николау)

#### Группа C
- «Варандинья» (Таррафал, о. Сантьягу)
- «Оазис Атлантику» (Санта-Мария, о. Сал)
- «Онсе Эстрелас» (Бофаррейра, о. Боа-Виста)
- «Селтик» (Прая, о. Сантьягу)

## Победители

### До независимости
В чемпионате участвовали клубы с островов Сан-Висенти и Сантьягу вплоть до конца португальского правления.
- 1953: Академика (Минделу) 2:0 Витория
- 1954: Минделенси 3:0 Травадорис
- 1955–59: Не проводился
- 1960: Минделенси bt Травадорис
- 1961: Спортинг (Прая) bt Амарантис
- 1962: Минделенси bt Боависта
- 1963: Боависта 3:0 Академика (Минделу)
- 1964: Академика (Минделу) 2:0 Спортинг (Прая)
- 1965: Академика (Прая) 3:2 Дерби
- 1966: Минделенси 3:1 Спортинг (Прая)
- 1967: Академика (Минделу) 2:0 Травадорис
- 1968: Минделенси 1:0 Академика (Прая)
- 1969: Спортинг (Прая) bt Академика (Минделу)
- 1970: Не проводился
- 1971: Минделенси bt Спортинг (Прая)
- 1972: Травадорис 2:2, 1:0 Академика (Минделу)
- 1973: Кастилью 1:0 Витория
- 1974: Травадорис 2:1 Кастилью

#### Всего титулов
| Клуб                 | Титулы | Сезоны                             |
| -------------------- | ------ | ---------------------------------- |
| Минделенси (Минделу) | 6      | 1954, 1960, 1962, 1966, 1968, 1971 |
| Академика (Минделу)  | 3      | 1953, 1964, 1967                   |
| Спортинг (Прая)      | 2      | 1961, 1969                         |
| Травадорис (Прая)    | 2      | 1972, 1974                         |
| Боависта (Прая)      | 1      | 1963                               |
| Академика (Прая)     | 1      | 1965                               |
| Кастилью (Минделу)   | 1      | 1973                               |

### После независимости
- 1975: Не проводился
- 1976: Минделенси 0:0, 3:0 Ботафогу
- 1977: Минделенси 2:0, 0:2 (по пен. 4:3) Спортинг (Прая)
- 1978: Победитель чемпионата о-ва Сотавенту не решился бросить вызов победителю о-ва Барлавенту («Минделенси»)
- 1979: Не проводился
- 1980: Ботафогу 2:1 Минделенси
- 1981: Минделенси 2:0 Ботафогу
- 1982: Не проводился из-за того, что в 1982 году состоялся Кубок Амилкара Кабрала
- 1983: Академику (Саль-Рей) 2:0 Минделенси[3]
- 1984: Дерби 6:5 по пен. Академика (Испаргус)
- 1985: Спортинг (Прая) 2:0 Морабеса
- 1986: Не проводился
- 1987: Боависта 3:1, 0:0 Атлетику
- 1988: Минделенси 2:0, 0:1 Спортинг (Прая)
- 1989: Академика (Минделу) 0:0 1:1 Санта-Мария
- 1990: Минделенси 2:1, 1:0 Деспортиву (Прая)
- 1991: Спортинг (Прая) 0:0, 1:0 Деспортиву (Рибейра-Брава)
- 1992: Минделенси 0:0, 1:1 Травадорис
- 1993: Академика (Испаргус) 2:2, 2:1 Боависта
- 1994: Травадорис 2:0, 2:1 Атлетику
- 1995: Боависта[4]
- 1996: Травадорис[4]
- 1997: Спортинг (Прая) 0:0, 1:1 Минделенси
- 1998: Минделенси[5]
- 1999: Амарантис 2:0, 1:1 Вулканикус
- 2000: Дерби 1:1, 1:0 Академика Оперария
- 2001: Онсе Унидус[6]
- 2002: Спортинг (Прая)[7]
- 2003: Академику ду Аэропорту 3:1, 3:2 Ультрамарина
- 2004: Спорт Саль-Рей Клуб 2:0, 1:2 Академика (Прая)
- 2005: Дерби 1:1, 4:3 Спортинг
- 2006: Спортинг (Прая) 1:0, 2:2 Академику ду Аэропорту
- 2007: Спортинг (Прая) 0:0, 1:1 Академика (Минделу)
- 2008: Спортинг (Прая) 0:1, 3:0 Дерби
- 2009: Спортинг (Прая) 2:0, 1:1 Академика (Прая)[8]
- 2010: Боависта 2:0, 1:0 Спортинг (Прая)
- 2011: Минделенси 0:0, 1:0 Спортинг (Прая)
- 2012: Спортинг (Прая) 1:1, 0:0 Атлетику
- 2013: Минделенси 3:0, 2:2 Академика (Порту-Нову)
- 2014: Минделенси 2:1, 0:0 Академика (Сан-Филипи)[9]
- 2015: Минделенси 1:1, 1:1 (по пен. 4:3) Дерби[10]
- 2016: Минделенси 0:1, 1:0 (по пен. 5:4) Академика (Порту-Нову)[11]
- 2017: Спортинг (Прая) 2:1, 3:2 Ультрамарина
- 2018 : Академика (Прая) 2:0 Минделенси

#### Всего титулов
| Клуб                              | Титулы | Сезоны                                                                 |
| --------------------------------- | ------ | ---------------------------------------------------------------------- |
| Минделенси (Минделу)              | 12     | 1976, 1977, 1981, 1988, 1990, 1992, 1998, 2011, 2013, 2014, 2015, 2016 |
| Спортинг (Прая)                   | 10     | 1985, 1991, 1997, 2002, 2006, 2007, 2008, 2009, 2012, 2017             |
| Боависта (Прая)                   | 3      | 1987, 1995, 2010                                                       |
| Дерби (Минделу)                   | 3      | 1984, 2000, 2005                                                       |
| Травадорис (Прая)                 | 2      | 1994, 1996                                                             |
| Академика (Испаргус)              | 1      | 1993                                                                   |
| Академика (Минделу)               | 1      | 1989                                                                   |
| Академика (Прая)                  | 1      | 2018                                                                   |
| Академику (Саль-Рей)              | 1      | 1983                                                                   |
| Академику ду Аэропорту (Испаргус) | 1      | 2003                                                                   |
| Амарантис (Минделу)               | 1      | 1999                                                                   |
| Ботафогу (Сан-Филипи)             | 1      | 1980                                                                   |
| Онсе Унидус (Вила ду Маю)         | 1      | 2001                                                                   |
| Спорт Саль-Рей Клуб (Саль-Рей)    | 1      | 2004                                                                   |

#### Всего титулов по островам
| Клуб        | Титулы | Сезоны                                                                                               |
| ----------- | ------ | --- |
| Сан-Висенти | 17     | 1976, 1977, 1981, 1984, 1988, 1989, 1990, 1992, 1998, 1999, 2000, 2005, 2011, 2013, 2014, 2015, 2016 |
| Сантьягу    | 16     | 1985, 1987, 1991, 1994, 1995, 1996, 1997, 2000, 2006, 2007, 2008, 2009, 2010, 2012, 2017, 2018       |
| Сал         | 2      | 1993, 2003                                                                                           |
| Фогу        | 1      | 1980                                                                                                 |
| Боа-Виста   | 1      | 1983                                                                                                 |
| Маю         | 1      | 1996                                                                                                 |

## Бомбардиры
| Сезон | Нац.            | Имя        | Голы | Клуб                   |
| ----- | --------------- | ---------- | ---- | ---------------------- |
| 2001  | Флаг Кабо-Верде | Ди         | 9    | Спортинг (Прая)        |
| 2002  | Флаг Кабо-Верде | Ди         | 9    | Спортинг (Прая)        |
| 2004  | Флаг Кабо-Верде | Равс       | 11   | Спорт Саль-Рей Клуб    |
| 2005  | Флаг Кабо-Верде | Зе ди Теша | 14   | Спортинг (Прая)        |
| 2006  | Флаг Кабо-Верде | Мендис     | 7    | Академику ду Аэропорту |
| 2007  | Флаг Кабо-Верде | Каду       | 9    | Академика (Минделу)    |
| 2008  | Флаг Кабо-Верде | Фуфуку     | 7    | АДЕСБА                 |
| 2009  | Флаг Кабо-Верде | Каду       | 7    | Минделенси             |
| 2011  | Флаг Кабо-Верде | Фуфура     | 5    | Минделенси             |
| 2012  | Флаг Кабо-Верде | Жерсон     | 13   | Атлетику               |
| 2013  | Флаг Кабо-Верде | Дукинья    | 6    | Минделенси             |
| 2014  | Флаг Кабо-Верде | Си         | 5    | Академика (Сан-Филипи) |
| 2015  | Флаг Кабо-Верде | Матчисона  | 6    | Боависта               |